# Kvarteret Slottet
Kvarteret Slottet är ett bostadskvarter i Helsingborg uppfört av HSB och ritat av arkitekterna Henrik Jais-Nielsen och Mats White. Kvarteret färdigställdes 2000 och belönades med Kasper Salin-priset samma år. I Helsingborgs stads bevarandeprogram för Övre Olympia och sjukhusområdet, antaget 27 augusti 2019, klassas byggnaderna som "särskilt värdefull bebygglese", den högre skyddsgraden.

## Beskrivning
Planer på att uppföra bebyggelse på en del av Slottsvångsskolans gård i stadsdelen Olympia hade förts av HSB sedan början av 1990-talet. Ursprungligen omfattade den föreslagna bebyggelsen en mycket större del av kvarteret än vad som slutligen kom att uppföras. Projektet mötte även stora protester från de boende i området och från skolan då mark som tillhört skolgården togs i anspråk för bygget. En aktionsgrupp startades av Slottsvångsskolans föräldraförening, vilken överklagade bygget till flera instanser.
Projektet utfördes slutligen och bestod då av tre friliggande flerbostadsvillor, varav de två nordligaste är på fem våningar och den södra på fyra våningar. De nordliga husens höga höjd anpassar sig till de höga flerbostadshusen på andra sidan Sankt Peders gata i norr, medan det lägre anpassar sig efter den östliga, lägre bebyggelsen. Att husen är fristående beror på att de ska samspela kontextuellt med det stora antal flerbostadsvillor, ofta i jugendstil, som dominerar det närliggande området i öster, de så kallade "Fågelkvarteren". Detta skapar även en luftighet som släpper in mer ljus i lägenheterna. Fasadmaterialet ändrades under planprocessen från ljusgult tegel till vit puts och byggnaderna är utförda i nyfunktionalistisk stil med stora balkonger åt söder och skolgården och en mer sluten fasad ut mot gatorna i norr och öster. Stora delar av fasaden är klädd i fibercementskivor som klipptes till smala brädor. Arkitekterna i detta projekt var troligtvis de första som använde detta fasadmaterial som fjällpanel. Nu drygt 20 år senare är detta ett vanligt sätt att bygga.
Upphovsmännen, Henrik Jais-Nielsen och Mats White, reste för att söka inspiration till projektet till Berlin där de studerade äldre funktionalistisk arkitektur och samtida nybyggnationer. Den omgivande arkitekturen i Fågelkvarteren studerades och analyserades, vilket sedan tillämpades genom en anpassad skala och genom att enskilda kvaliteter, som entréernas placering ut mot gatan och den gemensamma gården, togs upp i planeringen. Enligt Mats White var det viktigt att ge alla lägenheter samma förutsättningar vilket åstadkoms av att alla bostäder vändes mot solen för att maximera ljusinsläppet och ge utsikt mot gården.

Bebyggelsen erhöll arkitekturutmärkelsen Kasper Salin-priset år 2000 med motiveringen: 
| ” | Detta är en förnyande gestaltning av ett befriande öppet kvartersrum med omsorgsfullt formade ljusa lägenheter. De lätta byggnadsvolymerna infogas naturligt i sitt sammanhang, vilket förstärks av den välgjorda markbehandlingen. Det goda utförandet i hela skalan från helhet till detaljer, från det gemensamma till det privata, inom rimliga ekonomiska ramar, inger hopp om att bostaden åter blir en av de mest angelägna arkitektuppgifterna. | „ |

År 1999 tilldelades Kvarteret Slottet Helsingborgs stads skönhetsråds pris med motiveringen: 
| ” | Området präglas av djärvhet, precision, lyhördhet och volymmässig balans med omgivningen. Lätt, ljus prägel och välproportionerade fasader bidrar till den lyckade helhetsbilden. Området är ett skolexempel på anpassning av ny arkitektur till gammal miljö. | „ |